# La Pointe (Wisconsin)
La Pointe es un pueblo ubicado en el condado de Ashland en el estado estadounidense de Wisconsin. En el censo de 2010 tenía una población de 261 habitantes y una densidad poblacional de 1,29 personas por km².

## Geografía
La Pointe se encuentra ubicado en las coordenadas 46°56′26″N 90°34′15″O / 46.94056, -90.57083. Según la Oficina del Censo de los Estados Unidos, La Pointe tiene una superficie total de 202.38 km², de la cual 201.4 km² corresponden a tierra firme y (0.49%) 0.98 km² es agua.

## Demografía
Según el censo de 2010, había 261 personas residiendo en La Pointe. La densidad de población era de 1,29 hab./km². De los 261 habitantes, La Pointe estaba compuesto por el 94.25% blancos, el 0.38% eran afroamericanos, el 0.77% eran amerindios, el 0% eran asiáticos, el 0% eran isleños del Pacífico, el 0% eran de otras razas y el 4.6% pertenecían a dos o más razas. Del total de la población el 2.3% eran hispanos o latinos de cualquier raza.